# Roger Cottin
Pour les articles homonymes, voir Cottin.
Roger Cottin (1903-1972) fut, pendant la Seconde Guerre mondiale, un agent secret français du Special Operations Executive.

## Identités
- État civil : Roger Albert Cotton-Burnett
- Comme agent du SOE, section F :
  - Nom de guerre (field name) : « Albert »
  - Nom de code opérationnel : AUTOGIRO[1]
  - Surnom (pour ses camarades) : « Roger les cheveux blancs »
  - Alias : Roger Cottin

Parcours militaire : SOE, section F ; genaral list ; grade : lieutenant ; matricule : 183052
Pour accéder à une photographie de Roger Cottin, se reporter à la section Sources et liens externes en fin d'article.

## Éléments biographiques
- Roger Cotton-Burnett naît le 31 mai 1903 à Boulogne-sur-Seine[2].
- Avant la guerre, il parcourt le monde à titre de représentant d'une marque de parfumerie.
- Il est recruté par le SOE. Il a le grade de lieutenant.
- Il est parachuté en France dans la nuit du 12 au 13 mai 1941. C'est le quatrième agent envoyé en France par la section F du SOE.
- Il renonce à former son propre réseau. Il est recruté par Pierre de Vomécourt « Lucas », le chef du réseau AUTOGIRO (premier réseau de la section F), pour devenir son adjoint.
- En avril 1942, le réseau AUTOGIRO est démantelé. Le 25 (ou le 23), Cottin est arrêté par la Gestapo.
- Selon les accords passés entre Pierre de Vomécourt et les Allemands, les membres arrêtés du réseau AUTOGIRO sont considérés comme des prisonniers de guerre : Cottin est détenu à Fresnes, puis déporté au Stalag 5A et à l'Oflag 10C. Il y reste jusqu'à la fin de la guerre.
- À la libération, il est rapatrié le 18 juin 1945.
- Il meurt le 27 décembre 1972[3], à El Centro, en Californie, États-Unis.

## Reconnaissance
- Royaume-Uni : membre de l'Ordre de l'Empire britannique (MBE).

## Sources et liens externes
- Fiche Roger Cotton-Burnett, avec photographie : voir le site Special Forces Roll of Honour
- Michael Richard Daniell Foot et Jean-Louis Crémieux-Brilhac (annot.) (trad. de l'anglais par Rachel Bouyssou), Des Anglais dans la Résistance : le service secret britannique d'action (SOE) en France, 1940-1944, Paris, Tallandier, 2008, 799 p. (ISBN 978-2-84734-329-8) Traduction en français par Rachel Bouyssou de  (en) M. R. D. Foot, SOE in France an account of the work of the British Special Operations Executive in France, 1940-1944, London London Portland, OR, Whitehall History Pub. Frank Cass, 2004 (ISBN 978-0-7146-5528-4) Ce livre présente la version officielle britannique de l’histoire du SOE en France.
- Patrice Miannay, Dictionnaire des agents doubles dans la Résistance, Paris, Cherche midi, coll. « Documents », 2005, 352 p. (ISBN 978-2-7491-0456-0).
- Philippe de Vomécourt (trad. de l'anglais), Les artisans de la liberté : histoire de la résistance française, 1940-1945, Paris, PAC, 1975, 254 p. (ISBN 2-85336-010-5), p. 23.
- Site consacré à la section F, par David Harrison